# Ixonanthes
Genre
Classification phylogénétique
Ixonanthes  est un genre de plantes à fleurs de la famille des Ixonanthacées. Ce sont des arbres tropicaux d'Asie.

## Quelques espèces
- Ixonanthes chinensis, Champ. - Chine, Vietnam
- Ixonanthes icosandra, Jack - Sumatra, Malaisie
- Ixonanthes khasiana, Hook.f. - Inde
- Ixonanthes petiolaris, Blume - depuis la Thaïlande jusqu'aux Philippines et Sulawesi
- Ixonanthes reticulata, Jack - depuis l'Inde jusqu'en Nouvelle-Guinée.

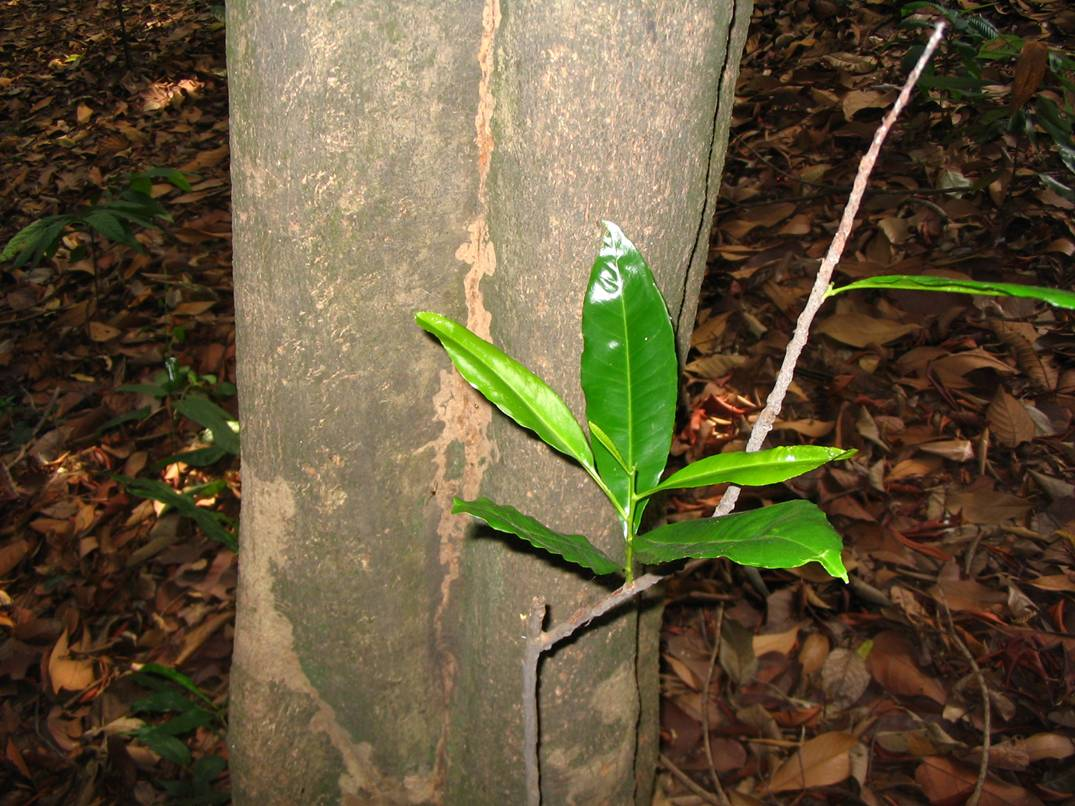
Ixonanthes icosandra : base du tronc et jeune pousse.
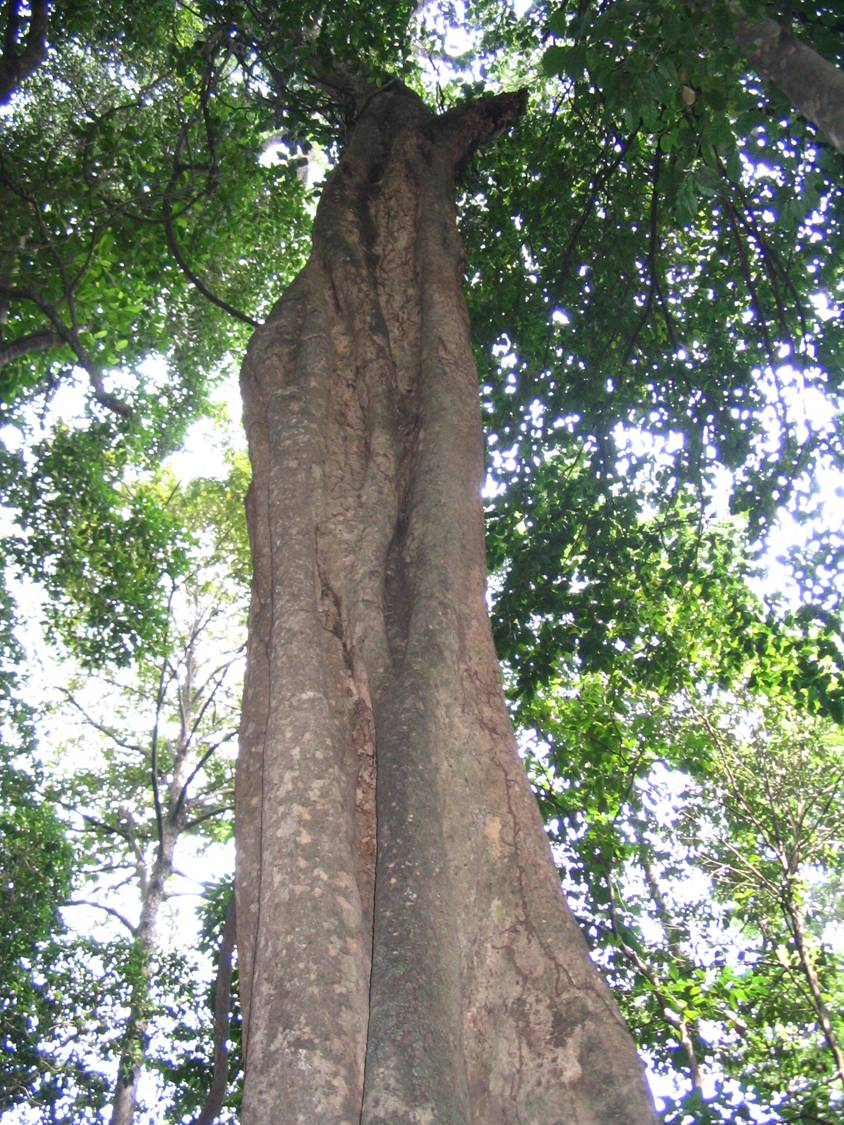
Ixonanthes reticulata.